# Kerstin Jürgens

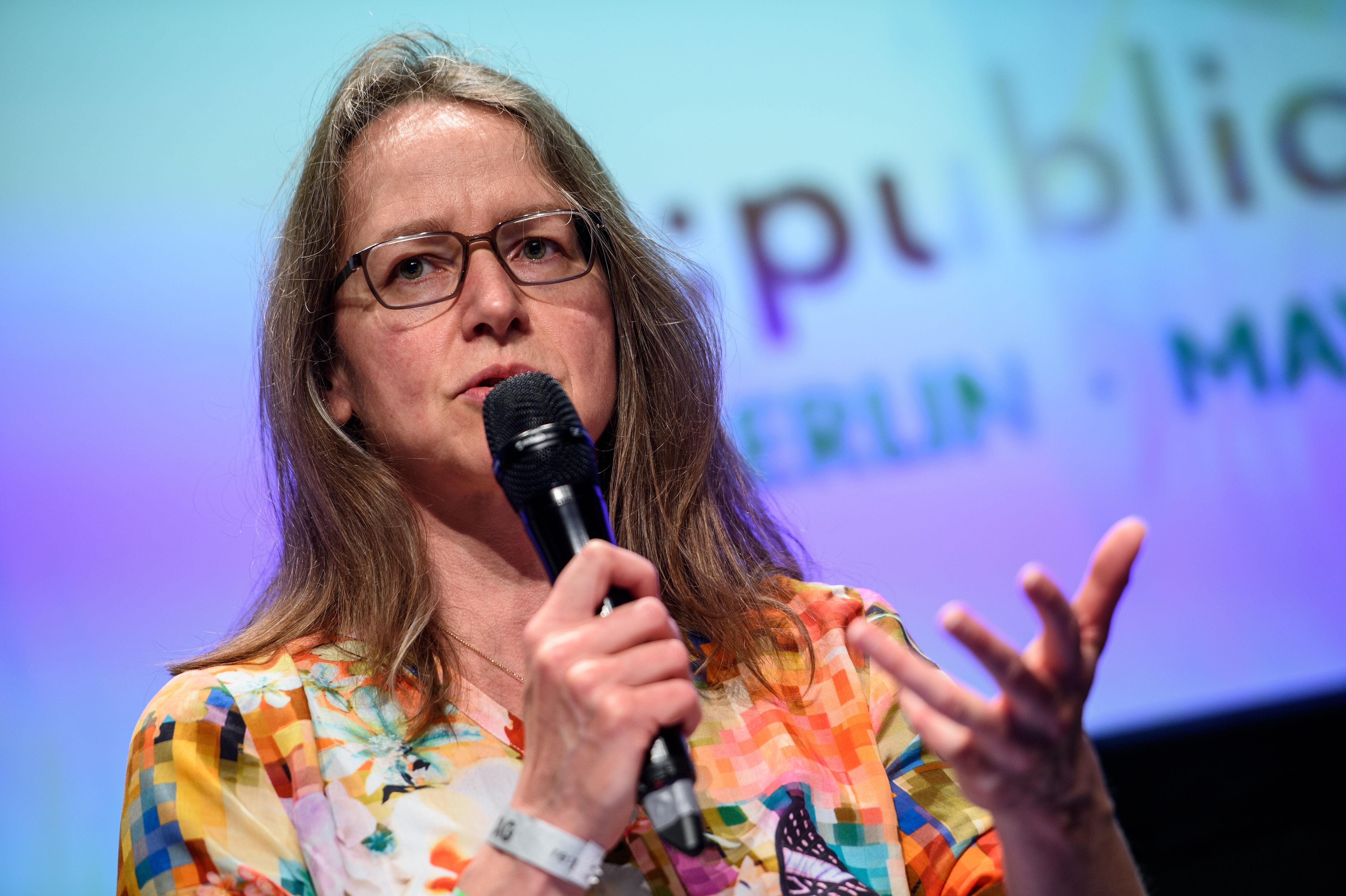
Kerstin Jürgens (2018)

Kerstin Jürgens (* 1970 in Hameln) ist eine deutsche Soziologin.

## Wissenschaftlicher Werdegang
Kerstin Jürgens studierte Soziologie, Politikwissenschaft und Romanistik an der Philipps-Universität Marburg und an der Leibniz Universität Hannover. In Hannover wurde sie 1999 bei Otfried Mickler promoviert; nach der Habilitation 2006 war sie Vertretungsprofessorin am dortigen Institut für Soziologie und Sozialpsychologie. Seit 2008 ist Kerstin Jürgens Professorin für Mikrosoziologie an der Universität Kassel.

## Forschung
Kerstin Jürgens forscht seit den 1990er Jahren zu Fragen rund um das Thema „Arbeit und Leben“. Sie hat empirische Studien zur Flexibilisierung der Arbeitszeiten vorgelegt, in denen die Auswirkungen auf die alltägliche Lebensführung untersucht wurden. Kritisch äußerte sich Jürgens dabei wiederholt zur „Vereinbarkeit von Beruf und Familie“ in Deutschland, die sie als „Schimäre“ auswies. Expertisen wurden hierzu u. a. für den Familienbericht der Bundesregierung, den Landtag Nordrhein-Westfalen oder die Arbeitnehmerkammer Bremen erstellt. In ihrer Habilitationsschrift „Arbeits- und Lebenskraft“ plädiert sie für einen ganzheitlichen Arbeitsbegriff und eine stärkere Berücksichtigung der Wechselwirkungen der Lebensbereiche. Mit dem Begriff der „Reproduktionskrise“ wies Jürgens frühzeitig auf ein fehlendes Passungsverhältnis von Arbeitswelt, Sozialstaat und privaten Lebensformen in Deutschland hin, das nicht nur eine niedrige Geburtenrate, sondern auch Überforderung und Erschöpfung provoziere.

## Mitgliedschaften
Kerstin Jürgens ist Mitglied in diversen Beiräten. Sie gehört der Deutschen Gesellschaft für Soziologie (DGS) an und war von 2010 bis 2015 Sprecherin der DGS-Sektion Arbeits- und Industriesoziologie. Von 2015 bis 2017 war sie Mitglied im Beraterkreis für den Weißbuchentwurf „Arbeiten 4.0“ des Bundesministeriums für Arbeit und Soziales (BMAS) und führte, gemeinsam mit dem DGB-Vorsitzenden, Reiner Hoffmann, den Vorsitz der Expertenkommission „Arbeit der Zukunft“ der Hans-Böckler-Stiftung. 2017 bis 2023 war Jürgens im
digitalRat.niedersachsen tätig, der die niedersächsische Landesregierung zu Fragen rund um den digitalen Wandel beriet; 2019 bis 2021 war sie Mitglied der Zukunftskommission „Niedersachsen 2030“.

## Preise und Auszeichnungen
Kerstin Jürgens erhielt 2022 für ihr Werk „Mit Soziologie in den Beruf“ (utb, 2021) den René-König-Lehrbuchpreis der Deutschen Gesellschaft für Soziologie (DGS).

## Ausgewählte Veröffentlichungen
- mit Sarah Mönkeberg und Markus Kurth: Leben und Arbeiten mit Tieren. Tierhaltung und Tierdienstleistung als Lebensformen. Frankfurt a. M./ New York: Campus 2025.
- Mit Soziologie in den Beruf. Eine Handreichung. Bielefeld: Transcript (utb) 2021.

- mit Reiner Hoffmann und Christina Schildmann: Arbeit transformieren! Bielefeld: Transcript 2017.
- mit Klaus Dörre und Ingo Matuschek (Hrsg.): Arbeit in Europa. Marktfundamentalismus als Zerreißprobe. Frankfurt a. M./ New York: Campus 2014.
- mit Mathias Heiden: Kräftemessen. Betriebe und Beschäftigte im Reproduktionskonflikt. Berlin: Edition Sigma 2013.
- Arbeits- und Lebenskraft. Reproduktion als eigensinnige Grenzziehung. Wiesbaden: VS 2006 (2. Auflage 2009).
- mit Matthias Eberling, Volker Hielscher und Eckart Hildebrandt: Prekäre Balancen. Flexible Arbeitszeiten zwischen betrieblicher Regulierung und individuellen Ansprüchen. Berlin: Edition Sigma 2004.
- mit Karsten Reinecke: Zwischen Volks- und Kinderwagen. Auswirkungen der 28,8-Stunden-Woche bei der VW AG auf die familiale Lebensführung von Industriearbeitern. Berlin: Edition Sigma 1998 (2. Auflage 2001).